# Thomson Road
Le circuit de Thomson Road (en chinois : 汤申路, et en tamoul : தாம்சன் சாலை), à Singapour, est un ancien circuit automobile situé à Old Upper Thomson Road. Il a accueilli des épreuves de Formule libre et de Formule 2 de 1961 à 1973. Le circuit a un développement de 4,865 km (3.023 miles) et tourne dans le sens des aiguilles d'une montre. Les premières éditions, tant en automobile qu'en moto, se déroulaient sur une distance de 60 tours puis l'épreuve a été repensée et organisée en deux courses distinctes : une course préliminaire de 20 tours à laquelle succédait une seconde course sur 40 tours. 
Le premier Grand Prix, en 1961, a été remporté par Ian Barnwell sur Aston Martin DB3S tandis que la première édition en tant que Grand Prix de Singapour (à la suite de l'indépendance d'avec la Grande-Bretagne) a vu la victoire du pilote asiatique Lee Han Seng win sur une Lotus-Ford 22. Vern Schuppan a remporté la dernière édition de l'épreuve en 1973 sur une March-Ford en 1973.